# 大内町 (秋田県)
大内町（おおうちまち）は、秋田県の南部に位置していた町である。
2005年3月22日、本荘市および由利郡にあった他の6町（岩城町、由利町、西目町、東由利町、矢島町、鳥海町）と合併し、由利本荘市となった。

## 地理
- 河川:芋川

### 隣接していた自治体
- 本荘市
- 由利郡：岩城町、東由利町
- 秋田市：（旧雄和町）
- 仙北郡：南外村
- 平鹿郡：大森町

## 歴史
- 平安時代 - 出羽国河辺郡川合郷、邑知(おうち)郷として成立。
- 1889年（明治22年）4月1日 - 町村制施行に伴い由利郡岩谷村，下川大内村，上川大内村が成立。
- 1956年（昭和31年）9月30日、由利郡岩谷村、下川大内村、上川大内村が合併して大内村として誕生。
- 1970年（昭和45年）4月1日 - 町制施行により大内町となる。
- 2005年（平成17年）3月22日 - 本荘市、由利郡岩城町、由利町、西目町、東由利町、矢島町、鳥海町と合併し、由利本荘市となる。

## 教育
中学校
大内町立出羽中学校
大内町立大内中学校 - 1984年に上川大内中学校と下川大内中学校を統合して開校。
小学校
大内町立岩谷小学校
大内町立上川大内小学校
大内町立下川大内小学校

## 交通

### 鉄道
- 東日本旅客鉄道
  - 羽越本線：羽後岩谷駅

### 道路
一般国道
- 国道105号

主要地方道
- 秋田県道9号秋田雄和本荘線
- 秋田県道10号本荘西仙北角館線（町内は県道9号と重複）
- 秋田県道69号本荘岩城線

## 出身有名人
- 山内美加（元バレーボール選手）
- 伊藤秀志（歌手）
- 佐々木弥 (社会人野球選手)
- 柳田弘 (市長)

## 金融機関
- 羽後信用金庫大内支店
- 秋田しんせい農業協同組合（指定金融機関[1]）
  - 大内支店
  - 上川大内支店
  - 下川大内出張所
  - 大内町役場出張所

## マスメディア
放送局
大内町情報センター（廃止後由利本荘市CATVセンター）